# Potamophylax cingulatus
Potamophylax cingulatus – gatunek chruścika z rodziny bagiennikowatych (Limnephilidae). 
W Polsce w wodach stojących jedną larwę złowiono w małym limnokrenie Wyżyny Krakowsko-Częstochowskiej. W Islandii larwy spotykane rzadko w jeziorach, częściej w ciekach, lagunach i estuariach. Rozmieszczony w całej Europie, zasiedla strefę rhitralu. Limneksen.

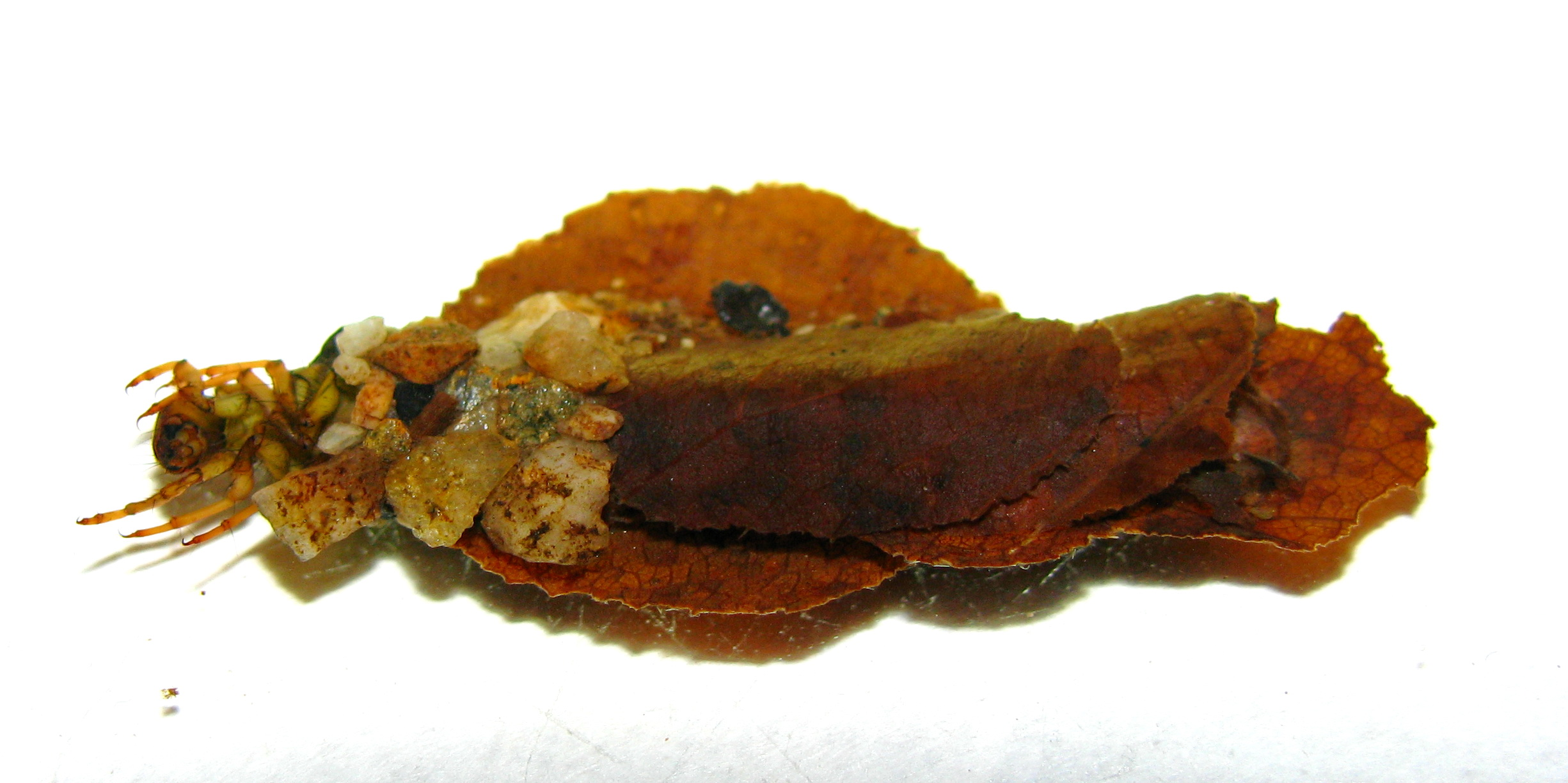
Larwa